# Оримонт
Оримо́нт (фр. Aurimont) — коммуна во Франции, находится в регионе Юг — Пиренеи. Департамент — Жер. Входит в состав кантона Сарамон. Округ коммуны — Ош.
Код INSEE коммуны — 32018.

## География

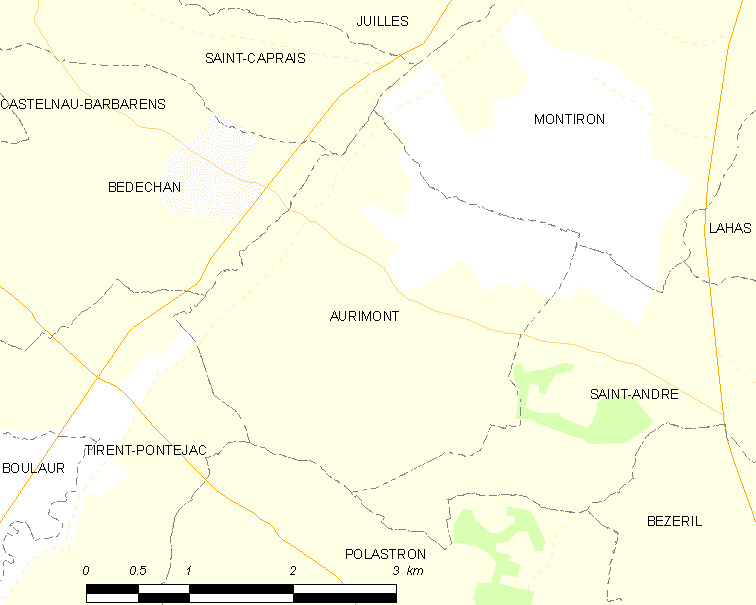
Карта коммуны

Коммуна расположена приблизительно в 600 км к югу от Парижа, в 55 км западнее Тулузы, в 21 км к юго-востоку от Оша.
На западе коммуны протекает река Жимон.

## Климат
Климат умеренно-океанический. Лето жаркое и немного дождливое, температура часто превышает 35 °С. Зимой часто бывает отрицательная температура и ночные заморозки. Годовое количество осадков — 700—900 мм.

## Население
Население коммуны на 2010 год составляло 214 человек.
| 1962 | 1968 | 1975 | 1982 | 1990 | 1999 | 2010 |
| ---- | ---- | ---- | ---- | ---- | ---- | ---- |
| 197  | 143  | 107  | 123  | 119  | 133  | 214  |

## Администрация
| Период | Период | Фамилия      | Партия                  | Примечания |
| ------ | ------ | ------------ | ----------------------- | ---------- |
| 2001   | 2020   | Андре Пиксен | Социалистическая партия |            |

## Экономика
В 2010 году среди 129 человек трудоспособного возраста (15-64 лет) 102 были экономически активными, 27 — неактивными (показатель активности — 79,1 %, в 1999 году было 78,3 %). Из 102 активных жителей работали 92 человека (50 мужчин и 42 женщины), безработных было 10 (3 мужчин и 7 женщин). Среди 27 неактивных 6 человек были учениками или студентами, 15 — пенсионерами, 6 были неактивными по другим причинам.